# Troubadour (Musikwettbewerb)
Der Troubadour Deutscher Song Contest (bis 2009 Stuttgarter Chanson & Liedwettbewerb, bis 2015 Troubadour Chanson & Liedwettbewerb) findet jährlich im Oktober in Zusammenarbeit mit der Staatlichen Hochschule für Musik und Darstellende Kunst Stuttgart und unter der Patenschaft von Stephan Sulke im Le Méridien Stuttgart statt.
Gefördert werden Musiker und Liedermacher aus dem Genre deutsche Lieder und Chansons. Über zwei Abende wählt eine renommierte Jury aus 16 ausgewählten Teilnehmern die Talentiertesten für das Finale am dritten Abend aus. Die Siegertrophäe Troubadour geht an den Erstplatzierten und ist mit 5.000 Euro dotiert. Der Zweitplatzierte erhält 2.500 Euro und der Drittplatzierte 1.500 Euro. Zusätzlich werden noch Förderpreise von 500 bis 2.000 Euro in der Kategorie Nachwuchs von der Jury ausgelobt. An den beiden großen Wettbewerbsabenden vergibt das Publikum jeweils einen mit 500 Euro dotierten Publikumspreis.

## Preisträger
| Jahr | Finaldatum  | 1. Platz               | 2. Platz                                                     | 3. Platz           | 1. Förderpreis                  | 2. Förderpreis    | 3. Förderpreis                  |
| ---- | ----------- | ---------------------- | ------------------------------------------------------------ | ------------------ | ------------------------------- | ----------------- | ------------------------------- |
| 2005 | 22. Oktober | Sebastian Krämer       | Salt Peanuts                                                 | Stefanie Kerker    |                                 |                   |                                 |
| 2006 | 28. Oktober | Olaf Stelmecke         | Tom Wende                                                    | Anna Piechotta     |                                 |                   |                                 |
| 2007 | 20. Oktober | K. W. Timm             | Tom Haydn, Annett Kuhr und Birgit Süß                        |                    |                                 |                   |                                 |
| 2008 | 18. Oktober | zu zweit               | Schwarz un Schmitz und Johanna Zeul                          | Jacid Jewel        |                                 |                   |                                 |
| 2009 | 17. Oktober | Johannes Kirchberg     | Klaus-André Eickhoff                                         | Cora Frost         | Fee Badenius                    |                   |                                 |
| 2010 | 16. Oktober | Axel Pätz              | Timon Hoffmann                                               | Johanna Moll       | Fee Badenius                    |                   |                                 |
| 2011 | 15. Oktober | Martin Zingsheim       | Clementi & die Kaktusblüten                                  | Madeleine Sauveur  | Alex Döring                     | Uta Köbernick     | Wespa                           |
| 2012 | 20. Oktober | Georg Clementi         | Lukas Meister                                                | Oliver Gehrung     | Till Seifert                    | Michael Feindler  | Gordon November                 |
| 2013 | 19. Oktober | Roger Stein            | Simon & Jan                                                  | Vladimir Korneev   | Tilman Lucke                    | Martin Goldenbaum | Lennart Schilgen                |
| 2014 | 18. Oktober | Matthias Ningel        | Schneewittchen                                               | Matthias Lüke      | Magdalena Ganter                | Melody Found      | Le-Thanh Ho                     |
| 2015 | 24. Oktober | Chansonedde            | Byebye                                                       | Jürgen Ferber      | MAX                             | Olivia Trummer    | Manfred Groove                  |
| 2016 | 22. Oktober | Alex Döring            | Christina Scherrer und Andrij Prosorow (Scherrer & Prozorov) | Die halbe Wahrheit | Lucie Mackert                   | Felix Fuchs       | Markus Sommer                   |
| 2017 | 21. Oktober | Peter Fischer          | Astra van Nelle & der Lorbeerstorch                          | Lennart Schilgen   | Chiara Stella Renata und Milene | Najenko           |                                 |
| 2018 | 20. Oktober | Sven Garrecht und Band | Die Nowak                                                    | Olaf Bossi         | Sven Garrecht und Band          | Elena Seeger      | Ben Schafmeister und David Loga |
| 2019 | 19. Oktober | Hannah Silberbach      | Aljosha Konter                                               | Bätz               |                                 |                   |                                 |